# Launaea arborescens
Launaea arborescens là một loài thực vật có hoa trong họ Cúc. Loài này được (Batt.) Murb. mô tả khoa học đầu tiên năm 1923.

## Đồng nghĩa
- Zollikoferia arborescens Batt. in Bull. Soc. Bot. France, 35: 391. 1888
- Sonchus freynianus Huter & al. in Atti Imp. Regia Accad. Rovereto, ser. 2 9: 146. 1892
- Launaea freyniana (Huter & al.) Pau in Font Quer, Iter Marocc. 1927: no. 729. 1928
- Zollikoferia arborescens var. cerastina Chabert in Bull. Soc. Bot. France 44: 363. 1897
- Launaea melanostigma Pett. in Commentat. Biol. 22(9): 60. 1960
- Prenanthes spinosa T.E.Bowdich, Exc. Madeira: 245. 1825, nom. illeg. [non Prenanthes spinosa Forssk., 1775][2]